# 浄光寺 (中津川市)
浄光寺（じょうこうじ）は、岐阜県中津川市川上(かわうえ)森平にある曹洞宗の寺院。山号は大慈山。本尊は釈迦牟尼仏。

## 歴史
寛文5年（1665年）、民衆は宗門改の改正の際に檀那寺の請印が必要となった。すなわち民衆は自分が住んでいる村に存在する寺院、自分が住んでいる村に寺院がない場合には近隣の村にある寺院の檀家に必ず属するように定められた。
当時、川上村には浄土教系の無人の阿弥陀堂はあったものの、住職が在住する寺院は存在していなかった。
そこで隣村である恵那郡坂下村にあった臨済宗妙心寺派の長昌寺に請印を依頼していたが、川上村は尾張藩領であるのに、坂下村は苗木藩領であったため、他藩の寺に依頼することは公用・私用とも不便があった。
そこで川上村に寺を建立する機運が高まり、既に存在した浄土教系の阿弥陀堂を整備して寺として住職を置き宗門請印を頼むこととし、尾張藩の三ヶ村代官に申請し許可を得た。
寛文7年（1667年）、川上村に曹洞宗の浄光寺を創建し、川上村における長昌寺の檀家を浄光寺の檀家とした。
同年、山口村の光西寺の舜屋大堯が開基し、美濃国武儀郡下有知村にある曹洞宗の龍泰寺十七世の天庵正堯を招いて開山して浄光庵という寺院が創建された。
以降住職の交代の際には龍泰寺から入寺することが慣例となった。
当時、川上村の庄屋であった原権兵衛政勝は未だ若年であったため、先々代の原長𠮷正家が創建に尽力した。後年、原権兵衛政勝は寺域や堂内の充実に尽力した。
延宝2年（1674年）、寺域を整えて、法地に昇格し、大慈山　浄光寺と称し、龍泰寺の末寺として寺籍を連ねた。
延宝3年（1675年）、原権兵衛政勝は、寺の飯米用として久保田で1反7畝28歩の田と、山を数カ所を寺に寄進している。
浄光寺の戒壇石の銘文に、貞享2年（1685年）7月15日に「原権兵衛政勝の喜捨により大慈山浄光寺の当住の中峯が、これを建てる」と刻まれていることから、この年に浄光庵に寺号が許可されて浄光寺に昇格し、中峯が、浄光寺の一世となったことを示すものではないかと考えられる。
後に寺名を記す際には、「濃州 武儀郡 下有知村 龍泰寺 末寺 恵那郡 川上村 禅宗 浄光寺」となった。
その後、境内を整備して、本堂・開山堂・禅堂・玄関・庫裡・山門などの堂宇を整えた。
貞享2年（1685年）、山門の傍らに、戒壇石の「不許　葷酒　入山門」が立てられた。
貞享5年（1688年）8月2日、浄光寺を開基した舜屋大堯が遷化し、坂下村の長昌寺の墓地に埋葬された。
宝永2年（1705年）、圓通の弟子の竹鳳が、加茂郡黒岩村に地蔵堂を開基し、その法系は代々、浄光寺の弟子が継いでいる。
享保9年（1724年）の浄光寺什物帳によると仏像・仏具の大部分は原権兵衛政勝の寄進となっている。この年に庫裡と阿弥陀堂の改築を行っている。
享保10年（1725年）3月、尾張藩の三ヶ村代官の小菅半右衛門が、木曾材木奉行の市川甚左衛門宛に送った村内除地の申達書状の浄光寺の条に、建立のいきさつが記されている。
嘉永4年（1851年）、浄光寺が建立される以前からあった阿弥陀堂は、庫裡の上段にあったが、燈明から出火して焼失した。その跡は現在は畑になっており石垣が残っている。
文久2年（1862年）、本堂をはじめとする建物が大破した。その修繕のため境内の桧類2,143本の払下げをすることで、その見積代金535両3分をもって修復したいと正眼寺を通じて寺社奉行に願い出たが、寺社奉行所からは、約半額の267両が下された。
明治27年（1894年）3月23日、庫裡から出火し建物の全てを焼失。過去帳も失った。
明治28年（1895年）、庫裡の再建をした。
明治29年（1896年）2月、本堂再建の建議書を坂下村長に提出した。
その趣意文には以下の通りであった。
しかし、当時の坂下町は苗木藩の廃仏毀釈以来、神葬祭になっていたため呼応しなかったようである。
明治35年（1902年）5月10日、本堂及び全ての建物を再建した。これが現在の建物となっている。
大正13年に弘法堂、昭和3年（1928年）に鐘付堂が完成した。鐘は太平洋戦争中に供出したが、戦後に再鋳された。
昭和47年（1972年）には檀家の寄進により位牌堂が増築された。

### 浄光寺守護神弁財天
境内の池の中にある島に祀られている。
貞享4年（1687年）9月、浄光寺の繁昌の祈願をこめて祀られたものである。現在の祠は天明2年（1782年）に六世の岱嶽による再建である。

### 末寺の地蔵院
浄光寺の末寺の地蔵院は、岐阜県加茂郡坂祝町黒岩583-1にある。
宝永2年（1705年）11月、浄光寺二世の円通の弟子の竹鳳の開基による。